# Episodi di Smallville (prima stagione)
La prima stagione della serie televisiva statunitense Smallville, ideata da Alfred Gough e Miles Millar e composta da 21 episodi, è andata in onda sul canale statunitense The WB dal 16 ottobre 2001 al 21 maggio 2002. In Italia è stata trasmessa in prima visione da Italia 1 dal 10 dicembre 2002 al 26 febbraio 2003. La serie racconta le prime avventure del kryptoniano Clark Kent mentre si adatta ai suoi poteri emergenti nella città immaginaria di Smallville, Kansas, negli anni prima di diventare Superman. Il cast regolare della prima stagione è composto da Tom Welling, Kristin Kreuk, Michael Rosenbaum, Eric Johnson, Sam Jones III, Allison Mack, Annette O'Toole e John Schneider.
Le storie della stagione si concentrano sui tentativi di Martha e Jonathan Kent (O'Toole e Schneider) di aiutare il loro figlio adottivo Clark (Welling) ad affrontare le sue origine aliene e a controllare le sue abilità sovrumane in sviluppo. Clark deve fare i conti con gli individui che sono stati influenzati dai frammenti di meteorite che sono iniziati ad apparire a Smallville, il suo amore per Lana Lang (Kreuk) e il non poter dire ai suoi due migliori amici, Pete Ross (Jones III) e Chloe Sullivan (Mack), delle sue origini e dei suoi poteri. Clark fa anche amicizia con Lex Luthor (Rosenbaum) dopo avergli salvato la vita. La stagione segue anche la ricerca dell'indipendenza di Lex da suo padre, Lionel Luthor (John Glover).
Gli episodi sono stati principalmente filmati a Vancouver mentre i lavori di post-produzione si sono svolti a Los Angeles. Gough e Millar hanno assistito lo staff di sceneggiatori nello sviluppo settimanale della trama. Le trame del "cattivo della settimana" erano predominanti durante la prima stagione; anche gli effetti fisici, il trucco e le immagini generate al computer divennero allora una componente importante. I tempi di riprese limitati costrinsero talvolta gli attori del guest cast ad eseguire stunt fisici, mentre quelli del cast regolare erano ben disposti a girare scene acrobatiche. Poiché durante la prima metà della prima stagione il budget degli episodi veniva spesso superato, si finì per avere un budget rigorosamente regolamentato per i restanti episodio. L'episodio pilota ha infranto il record di spettatori di The WB per il debutto di una serie, ed è stato candidato per diversi premi. Sebbene le trame del cattivo della settimana siano diventate una preoccupazione per i produttori, l'accoglienza della critica è stata generalmente favorevole e la stagione è stata considerata un inizio promettente per la serie. La prima stagione uscì in DVD il 23 settembre 2002, con contenuti speciali sulla serie e sui singoli episodi. Fu distribuita anche nei mercati internazionali nelle regioni 2 e 4.

## Episodi
| nº | Titolo originale | Titolo italiano          | Prima TV USA     | Prima TV Italia  |
| -- | ---------------- | ------------------------ | ---------------- | ---------------- |
| 1  | Pilot            | L'ora della verità       | 16 ottobre 2001  | 10 dicembre 2002 |
| 2  | Metamorphosis    | L'uomo insetto           | 23 ottobre 2001  | 10 dicembre 2002 |
| 3  | Hothead          | Un salvataggio scottante | 30 ottobre 2001  | 11 dicembre 2002 |
| 4  | X-Ray            | La mutante               | 6 novembre 2001  | 11 dicembre 2002 |
| 5  | Cool             | Gelo a Smallville        | 13 novembre 2001 | 17 dicembre 2002 |
| 6  | Hourglass        | Il futuro                | 20 novembre 2001 | 17 dicembre 2002 |
| 7  | Craving          | Desiderio ardente        | 27 novembre 2001 | 24 dicembre 2002 |
| 8  | Jitters          | L'esperimento            | 11 dicembre 2001 | 24 dicembre 2002 |
| 9  | Rogue            | L'ingenuità di Clark     | 15 gennaio 2002  | 8 gennaio 2003   |
| 10 | Shimmer          | Fenomeni                 | 29 gennaio 2002  | 8 gennaio 2003   |
| 11 | Hug              | Contro ogni volontà      | 5 febbraio 2002  | 15 gennaio 2003  |
| 12 | Leech            | Scambio di superpoteri   | 12 febbraio 2002 | 15 gennaio 2003  |
| 13 | Kinetic          | Oltre la materia         | 26 febbraio 2002 | 22 gennaio 2003  |
| 14 | Zero             | Riaffiora il passato     | 12 marzo 2002    | 22 gennaio 2003  |
| 15 | Nicodemus        | Il fiore della follia    | 19 marzo 2002    | 28 gennaio 2003  |
| 16 | Stray            | Segreti svelati          | 16 aprile 2002   | 28 gennaio 2003  |
| 17 | Reaper           | Poteri scottanti         | 23 aprile 2002   | 5 febbraio 2003  |
| 18 | Drone            | L'ape regina             | 30 aprile 2002   | 5 febbraio 2003  |
| 19 | Crush            | Il pirata delle strade   | 7 maggio 2002    | 12 febbraio 2003 |
| 20 | Obscura          | Dall'oscurità            | 14 maggio 2002   | 19 febbraio 2003 |
| 21 | Tempest          | Aria di tempesta         | 21 maggio 2002   | 26 febbraio 2003 |

### L'ora della verità
- Titolo originale: Pilot
- Diretto da: David Nutter
- Scritto da: Alfred Gough, Miles Millar

Trama
Nell'ottobre 1989, una pioggia di meteoriti colpisce Smallville e con essa giunge un bambino. Il bambino viene adottato da Martha e Jonathan Kent, che lo chiamano Clark. Dodici anni dopo, Clark lotta per capire la sua identità. Dopo che Clark salva la vita a Lex Luthor dopo che quest'ultimo ha guidato la sua Porsche giù da un ponte, i due diventano amici. Dopo aver condiviso un momento intimo con Lana Lang, Clark è costretto ad un rituale di nonnismo a causa del fidanzato geloso di Lana, Whitney Fordman. Nel frattempo, Jeremy Creek (Adrian Glynn), un adolescente rimasto in coma dopo la pioggia di meteoriti, si sveglia e decide di vendicarsi di coloro che l'hanno ferito. Successivamente, si prepara a fare lo stesso con il resto degli studenti della Smallville High, ma Clark arriva in tempo per fermarlo.
- Codice di produzione: 475165
- Ascolti USA: telespettatori 8 350 000[6]

### L'uomo insetto
- Titolo originale: Metamorphosis
- Diretto da: Philip Sgriccia e Michael Watkins
- Scritto da: Alfred Gough, Miles Millar

Trama
Greg Arkin (Chad Donella) è vittima di un incidente stradale con i suoi insetti potenziati dai frammenti di meteorite, che scappano dai loro contenitori iniziando a pungerlo. Attraversando rapidamente una metamorfosi, Greg rapisce Lana in modo da potersi accoppiare con lei. Clark, dopo aver parlato con Whitney, capisce dove Greg ha portato Lana e corre a salvarla. Durante il combattimento, Greg viene schiacciato accidentalmente da alcune attrezzature meccaniche, facendo fuoriuscire una massa di insetti. Prima che Clark possa tornare da Lana, Whitney arriva e si prende i meriti del suo salvataggio.
- Codice di produzione: 227601
- Ascolti USA: telespettatori 7 340 000[7]

### Un salvataggio scottante
- Titolo originale: Hothead
- Diretto da: Greg Beeman
- Scritto da: Greg Walker

Trama
Una sauna infusa di frammenti di meteorite conferisce al coach Arnold (Dan Lauria) la pirocinesi. Dopo che diversi giocatori di football sono stati sorpresi a barare, Chloe scopre che i test falsificati sono stati forniti dal coach stesso. Il coach Arnold chiede a Clark di unirsi alla squadra di football, il quale accetta ignorando gli avvertimenti del padre. Prima della sua partita di debutto però, Clark affronta Arnold dopo che quest'ultimo ha tentato di uccidere Chloe ed un altro giocatore della squadra che aveva denunciato per primo il coach sui test. La furia del coach ha però la meglio su di lui, che rimane avvolto dalle sue stesse fiamme mentre combatte contro Clark. 
- Codice di produzione: 227603
- Ascolti USA: telespettatori 6 020 000[8]

### La mutante
- Titolo originale: X-Ray
- Diretto da: James Frawley
- Scritto da: Mark Verheiden

Trama
Clark inizia a sviluppare la visione a raggi X quando viene lanciato da una finestra da Lex Luthor, che ha appena rapinato la banca locale. Clark radiografa accidentalmente il corpo di "Lex" e scopre un bagliore verde attorno al suo scheletro mentre sta scappando. Quando si scopre che qualcuno lo stava impersonando, Lex viene assolto da ogni accusa. Dopo aver ottenuto il controllo della sua visione a raggi X, Clark scopre che Tina Greer (Lizzy Caplan), una giovane donna infettata dalle radiazioni dei frammenti di meteorite, può trasformarsi in chiunque desideri. Viene anche a sapere che ha rapinato la banca quando passa ai raggi X il suo armadietto e vede i soldi dalla banca. Dopo una breve battaglia, Clark fa perdere i sensi a Tina in modo che le autorità possano arrestarla. Nel frattempo, Lex assume Roger Nixon (Tom O'Brien), un giornalista dell'Inquisitor, per scoprire come sia sopravvissuto quando la sua Porsche è caduta giù dal ponte.
- Codice di produzione: 227604
- Ascolti USA: telespettatori 6 630 000[9]

### Gelo a Smallville
- Titolo originale: Cool
- Diretto da: Jim Contner
- Scritto da: Micheal Green

Trama
Durante una festa a Crater Lake, Sean Kelvin (Michael Coristine) cade nel lago ghiacciato e ne emerge con un'insaziabile fame di calore, a causa dell'esposizione con i frammenti di meteorite sul fondo del lago. Nel tentativo di stare al caldo, Sean assorbe il calore da chiunque possa congelandoli nel processo. Sean insegue Chloe, ma Clark è lì per fermarlo. Quest'ultimo trova Sean, che è diretto alla residenza Luthor, ma rimane congelato quando Sean assorbe il calore dal suo corpo. Il corpo di Clark si riscalda da solo e arriva alla villa proprio mentre Sean sta per attaccare Martha, che è venuta con Jonathan per discutere dei loro problemi finanziari con Lex. Durante il combattimento, Clark getta Sean in un lago, che si congela immediatamente con Sean all'interno.
- Codice di produzione: 227605
- Ascolti USA: telespettatori 5 940 000[10]

### Il futuro
- Titolo originale: Hourglass
- Diretto da: Chris Long
- Scritto da: Doris Egan

Trama
Clark incontra un'anziana donna cieca, di nome Cassandra Carver (Jackie Burroughs), che riceve visioni premonitrici toccando qualcuno. Quando tocca Clark, entrambi lo vedono circondato dalle lapidi di tutti coloro che ama. Harry Bollston (George Murdock), un uomo anziano in una casa di cura, cade in uno stagno pieno di frammenti di meteorite, evento che inverte il suo processo di invecchiamento. Diventato giovane (Eric Christian Olsen) con la capacità di manipolare la sua età, Harry usa la sua nuova giovinezza per vendicarsi dei figli dei membri della giuria che decenni prima lo hanno condannato per omicidio, uno dei quali era il padre di Jonathan. Harry va a cercare Jonathan a casa dei Kent, ma trova Martha e cerca quindi di ammazzarla. Martha allaga il silo di grano, uccidendo Harry, e Clark la salva prima che potesse affogare. In seguito Lex fa visita a Cassandra, e nella sua visione vi è una pioggia di sangue dal cielo. Dopo aver visto il futuro di Lex, Cassandra muore.
- Codice di produzione: 227606
- Ascolti USA: telespettatori 6 360 000[11]

### Desiderio ardente
- Titolo originale: Craving
- Diretto da: Philip Sgriccia
- Scritto da: Micheal Green

Trama
Jodi Melville (Amy Adams) è stanca di essere in sovrappeso ed inizia a seguire una dieta che consiste in verdure infette da frammenti di meteorite. La nuova dieta le fa perdere peso più velocemente di quanto possa sopportare, il che la costringe a succhiare il grasso umano per soddisfare la sua fame e le ha persino fatto nutrire di un cervo che ha accidentalmente investito con la sua macchina. Quando Pete arriva a prenderla per la festa di compleanno di Lana, la sua fame ha la meglio su di lei e cerca quindi di mangiare Pete. Chloe e Clark scoprono la verità sulla perdita di peso di Jodi e Clark si precipita a casa sua per salvare Pete. Clark impedisce a Jodi di uccidere Pete e le procura l'aiuto di cui ha bisogno per mantenere un peso sano; nel processo, tuttavia, Clark perde la festa di compleanno di Lana, ma si fa perdonare dandole il suo regalo: un cinema drive-in improvvisato completo di Il tuffatore intrepido, un classico cartone animato di Bugs Bunny che Lana guardò da piccola coi genitori. Nel frattempo, Lex si interessa agli effetti dei frammenti di meteorite e finanzia uno studio su di essi.
- Codice di produzione: 227607
- Ascolti USA: telespettatori 7 390 000[12]

### L'esperimento
- Titolo originale: Jitters
- Diretto da: Michael Watkins
- Scritto da: Cherie Bennett, Jeff Gottesfeld

Trama
La LuthorCorp sta sperimentando sui frammenti di meteorite, la cui sovraesposizione ha causato violente convulsioni al dipendente Earl Jenkins (Tony Todd). Durante una gita allo stabilimento locale della LuthorCorp, Clark e i suoi compagni di classe vengono presi in ostaggio da Earl, che vuole entrare nel "Livello 3" (una struttura di test segreta presso lo stabilimento) in modo da poter trovare una cura per se stesso. Clark scopre il "Livello 3" proprio mentre Lex si scambia per gli ostaggi. Clark rivela il "Livello 3" a Earl e Lex, ma le convulsioni di Earl mettono tutti e tre in pericolo. Clark riesce a salvare la vita di tutti e Lex dichiara pubblicamente che la LuthorCorp provvederà alle spese mediche per le condizioni di Earl.
- Codice di produzione: 227602
- Ascolti USA: telespettatori 5 820 000[13]

### L'ingenuità di Clark
- Titolo originale: Rogue
- Diretto da: David Carson
- Scritto da: Mark Verheiden

Trama
Sam Phelan (Cameron Dye), un poliziotto corrotto di Metropolis, vede Clark usare le sue capacità e decide di ricattarlo. Quando Clark fa il doppio gioco con lui, Phelan incolpa Jonathan per omicidio e costringe Clark ad aiutarlo a rubare un'inestimabile corazza di Alessandro Magno. Imbrogliandolo nuovamente, Clark avvisa la sicurezza della rapina. Phelan viene ucciso dopo aver tentato di scappare sparando e le accuse contro Jonathan vengono ritirate quando arrivano gli avvocati di Luthor. Lex e una vecchia fiamma, Victoria Hardwick (Kelly Brook), complottano ora per rilevare le società dei loro genitori.
- Codice di produzione: 227608
- Ascolti USA: telespettatori 5 780 000[14]

### Fenomeni
- Titolo originale: Shimmer
- Diretto da: D. J. Caruso
- Scritto da: Mark Verheiden, Micheal Green

Trama
Amy Palmer (Azura Skye) è ossessionata da Lex. Dopo aver scoperto che le rose di Lex rilasciano un fluido dell'invisibilità, qualcuno tenta di assicurarsi che Lex sappia che Victoria è sbagliata per lui. Victoria è costretta a lasciare la casa dopo essere stata quasi uccisa da un aggressore invisibile. Amy viene incolpata dell'attacco quando un orologio che la madre di Lex ha regalato al figlio compare nel suo cassetto, ma è in realtà suo fratello Jeff (Kett Turton) l'aggressore. Clark affronta Jeff nel maniero di Lex e, usando un po' di vernice, mantiene Jeff visibile abbastanza a lungo da poterlo arrestare.
- Codice di produzione: 227609
- Ascolti USA: telespettatori 7 020 000[15]

### Contro ogni volontà
- Titolo originale: Hug
- Diretto da: Chris Long
- Scritto da: Doris Egan

Trama
A causa di un incidente con i frammenti di meteorite avvenuto anni prima, Bob Rickman (Rick Peters) ha la capacità di piegare gli altri alla sua volontà con una sola stretta di mano. Rickman ha in programma di installare un nuovo impianto di pesticidi a Smallville e ha bisogno della fattoria dei Kent per farlo. Usando la sua abilità, Rickman convince Jonathan a vendere la fattoria. Clark chiede assistenza a Kyle Tippet (Gregory Sporleder), dopo aver appreso che lui era con Rickman durante la pioggia di meteoriti; Kyle però si rifiuta di aiutare. Clark in seguito ritorna con Chloe, che vuole sapere come Kyle e Bob riescano a controllare gli altri. Kyle usa le sue abilità su Chloe, che rivela il suo amore per Clark. Rickman usa la sua abilità per convincere Lex ad uccidere sia Clark che Kyle. Mentre Clark sta combattendo contro Lex, Kyle, che ha un maggiore controllo sull'abilità, costringe Rickman a togliersi la vita.
- Codice di produzione: 227610
- Ascolti USA: telespettatori 6 380 000[16]

### Scambio di superpoteri
- Titolo originale: Leech
- Diretto da: Greg Beeman
- Scritto da: Tim Schlattmann

Trama
Durante una gita scolastica, un fulmine colpisce Clark e il compagno di classe Eric Summers (Shawn Ashmore) mentre quest'ultimo tiene in mano un frammento di meteorite. I poteri di Clark vengono trasferiti a Eric, permettendo a Clark di vivere finalmente una vita normale. Eric inizialmente usa i poteri per il bene, ma inizia presto ad abusarne; Clark decide quindi di sacrificare la possibilità di una vita normale in modo che Eric non faccia del male a nessuno. Sperando che Eric abbia preso la sua debolezza insieme ai suoi poteri, Clark lo affronta vicino a un generatore elettrico e usa l'elettricità, insieme a un frammento di meteorite, per riottenere i suoi poteri. Nel frattempo, Lex fa il doppio gioco con Victoria, che aveva intenzione di fare lo stesso con lui, e fa acquistare all'azienda di suo padre un laboratorio di ricerca senza valore. Il risultato consente a LuthorCorp di acquistare la società degli Hardwick.
- Codice di produzione: 227611
- Ascolti USA: telespettatori 6 070 000[17]

### Oltre la materia
- Titolo originale: Kinetic
- Diretto da: Robert Singer
- Scritto da: Philip Levens

Trama
Tre ex atleti stanno usando tatuaggi saturati da frammenti di meteorite per darsi la possibilità di passare attraverso oggetti solidi. Usando la loro abilità, iniziano a rapinare banche. Clark ha un confronto con i ladri e non è in grado di fermarli a causa della sua debolezza per la meteorite. I ladri decidono di reclutare Whitney, che ha recentemente iniziato a frequentarli dopo aver perso la borsa di studio per il football, ma in seguito ci ripensa. Clark aiuta Whitney e Lex, che sta venendo ricattato, a combattere i ladri. Con i loro poteri che si indeboliscono a causa dell'uso eccessivo del siero, Clark è in grado di sconfiggerli. Un membro del gruppo finisce ucciso, mentre gli altri due vengono arrestati.
- Codice di produzione: 227612
- Ascolti USA: telespettatori 6 200 000[18]

### Riaffiora il passato
- Titolo originale: Zero
- Diretto da: Michael Katleman
- Scritto da: Alfred Gough e Miles Millar (soggetto), Mark Verheiden (sceneggiatura)

Trama
Il passato di Lex torna a perseguitarlo, quando Jude Royce (Corin Nemec), un uomo che si presume sia morto, riappare dopo tre anni e lo rapisce. Jude tortura Lex nel tentativo di convincerlo a rivelare la verità sulla sua morte. Il fratello dell'ex fidanzata di Jude si rivela però essere l'orchestratore del piano, avendo usato un sosia di Jude per assisterlo. Arrabbiato per il suicidio di sua sorella, che crede sia colpa di Lex, vuole che quest'ultimo paghi per la sua morte. Clark salva Lex, ma inizia ad avere preoccupazioni per il suo passato. Durante un progetto di classe, Chloe scopre delle incongruenze nella storia sull'adozione di Clark, mettendo a dura prova la loro amicizia.
- Codice di produzione: 227613
- Ascolti USA: telespettatori 6 900 000[19]

### Il fiore della follia
- Titolo originale: Nicodemus
- Diretto da: James Marshall
- Scritto da: Greg Walker (soggetto), Michael Green (sceneggiatura)

Trama
Il dottor Steven Hamilton (Joe Morton) usa i frammenti di meteorite per resuscitare un fiore tossico chiamato Nicodemus, ormai estinto da 100 anni. Quando qualcuno inala la nebbia tossica del fiore, perde ogni inibizione; Jonathan, Lana e Pete vengono tutti infettati dalle tossine del fiore e iniziano quindi a comportarsi in modo strano. Clark impedisce a tutti loro di fare del male a se stessi o a qualcun altro. Dopo un po', le tossine del fiore fanno cadere i tre in coma. Insoddisfatto del fatto che il dottor Hamilton abbia passato il suo tempo a resuscitare fiori pericolosi, Lex assume un team di specialisti che crea una cura per Jonathan, Lana e Pete.
- Codice di produzione: 227614
- Ascolti USA: telespettatori 6 740 000[20]

### Segreti svelati
- Titolo originale: Stray
- Diretto da: Paul Shapiro
- Scritto da: Philip Levens

Trama
Ryan James (Ryan Kelley), un ragazzino capace di leggere la mente, è costretto a usare la sua abilità per aiutare i suoi genitori acquisiti a rapinare dei negozi. Ryan fugge dai suoi genitori acquisiti e viene accolto dai Kent, che non sono a conoscenza delle sue capacità. Ryan si lega immediatamente a Clark, che vede come il suo supereroe personale. Il patrigno di Ryan lo trova a Smallville e lo rapisce, tentando di usare le sue capacità per rubare il fondo fiduciario di Lex. Clark viene in aiuto di Ryan prima che il suo patrigno possa ucciderlo. La zia di Ryan accetta di prenderlo in custodia, ma prima di andarsene il ragazzo avvisa Clark di stare in guardia da Lex.
- Codice di produzione: 227615
- Ascolti USA: telespettatori 6 030 000[21]

### Poteri scottanti
- Titolo originale: Reaper
- Diretto da: Terrence O'Hara
- Scritto da: Cameron Litvack

Trama
Tyler Randall (Reynaldo Rosales), mentre cerca di assistere al suicidio della madre malata, cade accidentalmente da una finestra e, mentre sta morendo, un frammento di meteorite si incastra nel suo polso. Quando il coroner rimuove il frammento dal suo polso, Tyler si rianima. Ora, ogni volta che Tyler tocca qualcuno, o qualcosa, questi si inceneriscono all'istante finendo per morire. Credendo di essere d'aiuto, Tyler cerca di alleviare il dolore del padre morente di Whitney, ma Clark arriva in tempo per fermarlo e lo informa che sua madre è ancora viva. Pensando che sua madre non potesse accettare quello che era diventato, Tyler si toglie la vita.
- Codice di produzione: 227616
- Ascolti USA: telespettatori 5 480 000[22]

### L'ape regina
- Titolo originale: Drone
- Diretto da: Michael Katleman
- Scritto da: Philip Levens, Michael Green

Trama
Vengono indette le elezioni d'istituto alla Smallville High e Pete decide di candidare Clark. Nonostante fosse inizialmente riluttante, Clark accetta presto l'idea. Una candidata rivale, Sasha Woodman (Shonda Farr), non apprezza la concorrenza e invia sciami di api per attaccare gli altri candidati. Alla fine, le api diventano insoddisfatte delle richieste di Sasha e si rivoltano a lei facendola andare in coma. Lionel chiede a una giornalista di scrivere una denuncia feroce su Lex, ma Lex insabbia la storia facendo ottenere una promozione alla giornalista. Lana diventa spietata con il Talon e denuncia la caffetteria rivale al consiglio sanitario.
- Codice di produzione: 227617
- Ascolti USA: telespettatori 5 680 000[23]

### Il pirata delle strade
- Titolo originale: Crush
- Diretto da: James Marshall
- Scritto da: Philip Levens, Alfred Gough, Miles Millar

Trama
Dopo che un incidente mordi e fuggi ha distrutto la sua mano che disegnava, Justin Gaines (Adam Brody) ottiene inaspettatamente poteri telecinetici, che usa per vendicarsi di coloro che gli hanno fatto dei torti. Usando Chloe per scoprire l'identità di chi lo investì, Justin uccide il preside Kwan (Hiro Kanagawa), credendolo l'autista dell'auto con cui ebbe l'incidente, e cerca di ammazzare Chloe quando questa scopre cosa lui ha fatto. Clark fa perdere i sensi a Justin prima che possa uccidere Chloe, mentre il figlio del preside Kwan si rivela il vero colpevole dell'incidente. Il padre di Whitney, dopo aver combattuto contro i suoi problemi cardiaci, muore.
- Codice di produzione: 227618
- Ascolti USA: telespettatori 6 420 000[24]

### Dall'oscurità
- Titolo originale: Obscura
- Diretto da: Terrence O'Hara
- Scritto da: Greg Walker (soggetto), Mark Verheiden e Michael Green (sceneggiatura)

Trama
Un'esplosione vicino ad alcuni meteoriti dà a Lana la capacità di vedere attraverso gli occhi di un'altra persona, che guarda attraverso gli occhi dello sconosciuto mentre questo rapisce Chloe. Collaborando con Clark, Lana usa il suo dono per aiutare a localizzare Chloe, scoprendo che il rapitore altro non è che un poliziotto in cerca di una facile promozione. Whitney trova alcune medaglie militari guadagnate da suo padre e le prende come un segno che dovrebbe fare qualcos'altro nella sua vita. Lex viene a sapere di una navicella che si è schiantata durante la pioggia di meteoriti e scopre un disco ottagonale fatto di una lega che non si trova sulla Terra.
- Codice di produzione: 227619
- Ascolti USA: telespettatori 6 100 000[25]

### Aria di tempesta
- Titolo originale: Tempest
- Diretto da: Greg Beeman
- Scritto da: Alfred Gough e Miles Millar

Trama
Lionel Luthor chiude lo stabilimento di Smallville e incolpa suo figlio per non aver realizzato un grande profitto come da istruzioni; Lex decide di avviare un'acquisizione da parte dei dipendenti dello stabilimento locale per salvare il lavoro di tutti e forgiare il proprio futuro con la LexCorp. Nel frattempo, Whitney decide di unirsi ai Marines e lascia Smallville. Scoprendo la verità su Clark, Roger Nixon tenta di esporre il segreto di Clark al mondo. Mentre Lana torna a casa dopo aver lasciato Whitney alla stazione degli autobus, vede arrivare tre tornado che la costringono a lasciare la strada. Quando la notizia viene annunciata al ballo della scuola, Chloe e Clark stavano per baciarsi, ma quest'ultimo lascia il ballo per assicurarsi che Lana stia bene, lasciando Chloe sconvolta. Proprio mentre Lana viene trascinata in un tornado, Clark vi si getta dentro per salvarla.
- Codice di produzione: 227620
- Ascolti USA: telespettatori 5 960 000[26]

## Produzione

### Sceneggiatura
Le regole di base per lo sviluppo della storia sono state stabilite dall'inizio. Una frase utilizzata durante la campagna marketing, "no tights, no flights" (lett. "niente calzamaglia, niente voli"), imponeva che Clark non avrebbe indossato il costume di Superman, né avrebbe volato. Dopo la discussione iniziale sulle possibili trame, una seconda regola decretò che Clark non avrebbe mai potuto uccidere direttamente nessuno. Ciò ha creato un problema poiché Clark doveva essere in grado di sconfiggere i "cattivi" di settimana in settimana; una soluzione venne sviluppata nelle stagioni successive con l'introduzione dell'istituto Belle Reve (che è nei fumetti una prigione federale per metaumani e altri supercriminali).
Dopo aver definito le regole di base, Gough e Millar iniziarono ad elaborare idee che potessero facilitare lo sviluppo di storie che andassero di settimana in settimana. Per esempio, il ruolo della kryptonite è stato ampliato per permettere l'amplificazione dei peccati dell'antagonista: invece di creare dei veri e propri mostri, l'esposizione alla kryptonite avrebbe amplificato i loro demoni personali. Questa cosa non è stato trattata alla lettera nel pilota e in L'uomo insetto come invece fatto negli episodi successivi. In Gelo a Smallville, era «il ragazzo 'figo' che letteralmente [diventa] freddo, necessitando del calore del corpo umano per sopravvivere». Dopo diversi episodi, gli sceneggiatori hanno iniziato a sviluppare una storia che aiutasse la serie ad essere qualcosa in più che uno show basato unicamente sul "cattivo della settimana". Il nono episodio (L'ingenuità di Clark), che ha richiesto più del tempo del solito per la sua scrittura a causa della divergenza dalla formula standard della serie, è diventata la prima "storia true crime" ed è servita a dimostrare che Smallville avrebbe potuto offrire più di soli cattivi potenziati dalla kryptonite.
Gli episodi "what if" furono un altro concetto utilizzato da Millar e Gough utilizzato per la scrittura delle trame della prima stagione. Questi episodi presentavano scenari basati sulle caratteristiche di Clark. Le trame degli episodi si sviluppavano a partire da alcune domande di base, tra cui: "cosa succederebbe se qualcuno fosse infatuato di Lana, ma in maniera ossessiva"; "cosa succederebbe se qualcuno scoprisse il segreto di Clark"; "cosa succederebbe se qualcun altro avesse i poteri di Clark?". Queste tre domande sono state sviluppate rispettivamente negli episodi L'uomo insetto, L'ingenuità di Clark e Scambio di superpoteri. Il sedicesimo episodio, Segreti svelati, risponde invece alla domanda "cosa succederebbe se Clark fosse stato adottato dai genitori sbagliati e i suoi poteri fossero stati da essi sfruttati?". Il regista di La mutante, Mark Verheiden, e il resto del cast si resero conto che trame divergenti e non correlate non erano il modo migliore per scrivere episodi per Smallville. Verheiden crede che La mutante sia stato il primo episodio che sia riuscito a unire tutte le sottotrame in modo tale che influenzassero personaggi diversi da Clark e Lana.
«Mentre [Lex] tocca uno dei fiori, esso appassisce e muore, mandando un'onda di morte cancerogena che si propaga attraverso il campo, distruggendo tutto ciò che incontra. Improvvisamente, una GOCCIA DI COLORE ROSSO SANGUE cade dal cielo blu profondo e macchia il suo vestito. Poi ne cadono altre e altre, fino a quando il cielo non piove di rosso. Mentre apre la bocca per gridare, c'è un lampo di bianco.»

— Visione del futuro di Lex, come descritta nella sceneggiatura.
Il futuro fu una delle storie incluse nella presentazione iniziale di Millar e Gough alla rete televisiva (al tempo ci si riferiva all'episodio col titolo di Cassandra). Il futuro fu il primo episodio a presentare due storie distinte: la prima relativa ad un vendicativo serial killer, mentre la seconda alla sensitiva Cassandra. La "visione viscerale" di Cassandra (come veniva chiamata nella sceneggiatura) del futuro di Lex è stata sviluppata in storyboard a colori per illustrare al meglio ai registi la "pioggia di sangue" descritta nel testo.
Quando i registi non erano soddisfatti delle bozze iniziali degli episodi, in particolare dell'evoluzione dei personaggi, riscrivevano gli eventi o aggiungevano scene per ripristinare la visione originale. Il personaggio di Earl Jenkins (Tony Todd), pensato per essere un cattivo simpatico, risultava "completamente antipatico" nella bozza originale di L'esperimento. Il personaggio soffre di una sovra-esposizione alla kryptonite, che gli ha causato delle massive crisi epilettiche; se Jenkins avesse afferrato qualcuno, lo avrebbe potuto scuotere a morte. Originariamente, il personaggio si vedeva per la prima volta bussare alla porta della LuthorCorp e uccidere una guardia di sicurezza durante una delle sue crisi. Per presentarlo come un personaggio con cui empatizzare più facilmente al pubblico, fu aggiunta una scena in cui Earl visita il suo bambino neonato per mostrare che non era un "pazzo furioso". Simili riscritture avvennero con i personaggi di Ryan James (Ryan Kelley) in Segreti svelati e Tyler Randall (Reynaldo Rosales) in Poteri scottanti. Nella bozza originale di Segreti svelati, Ryan sviluppava i suoi poteri telepatici a causa dell'esposizione alla kryptonite; per sottolineare che lo show non fosse solo incentrato sugli infettati dalla kryptonite, la sua storia fu riscritta in modo che Ryan avesse i suoi poteri fin dalla nascita. La rete televisiva espresse inoltre del disappunto sulla caratterizzazione di Ryan come assassino, per cui il personaggio fu riscritto per essere "il bravo ragazzo". Il personaggio di Tyler Randall condivideva il problema di Earl Jenkins: non era abbastanza simpatico agli occhi dei registi; pensato per essere un prigioniero fuggitivo, fu riscritto per essere "il ragazzo più simpatico e mortale del mondo".

### Riprese
La produzione è iniziata a Vancouver (Columbia Britannica) in Canada, poiché i creatori erano alla ricerca di un «paesaggio da Middle America», e Vancouver sembrava essere un buon sostituto del Kansas. A David Nutter, il regista del pilota, furono concessi sedici giorni per le riprese principali, il doppio del tempo normalmente previsto. Nonostante ciò, si trattò comunque di un ridotto lasso di tempo e l'episodio venne girato usando principalmente degli storyboard creati da Adrien Van Viersen.
Millar ha sviluppato gran parte dell'aspetto di Smallville con l'idea che Smallville dovesse essere l'epitome di "Smalltown, USA". Il design di Millar richiedeva che gli edifici esistenti venissero dipinti, costruiti e ristrutturati. La fattoria Kent è la casa della famiglia Andalini e la loro stalla fu utilizzata per il pilota prima che venisse costruita una nuova stalla. La nuova stalla è stata una delle principali aggiunte ai set dell'episodio L'uomo insetto. Il designer di produzione Doug Higgins e la sua squadra hanno costruito una stalla a tre piani completamente funzionante per la fattoria Kent su un teatro di posa convertito a Burnaby.  Per il pilota, la troupe ha costruito solo un soppalco, con una scala che porta su di esso, all'interno della stalla esistente sulla proprietà degli Andalini. Higgins fece cercare alla sua troupe del legno di 100 anni affinché l'aspetto fosse come quello della stalla degli Andalini. L'episodio Il futuro richiedeva che diverse scene si svolgessero alla Casa Bianca. Invece di costruire il proprio set, i produttori di Smallville chiamarono John Wells, produttore della serie televisiva drammatica-politica West Wing - Tutti gli uomini del Presidente, ottenendo il permesso di utilizzare il set di West Wing per filmare la scena della visione del futuro di Lex.

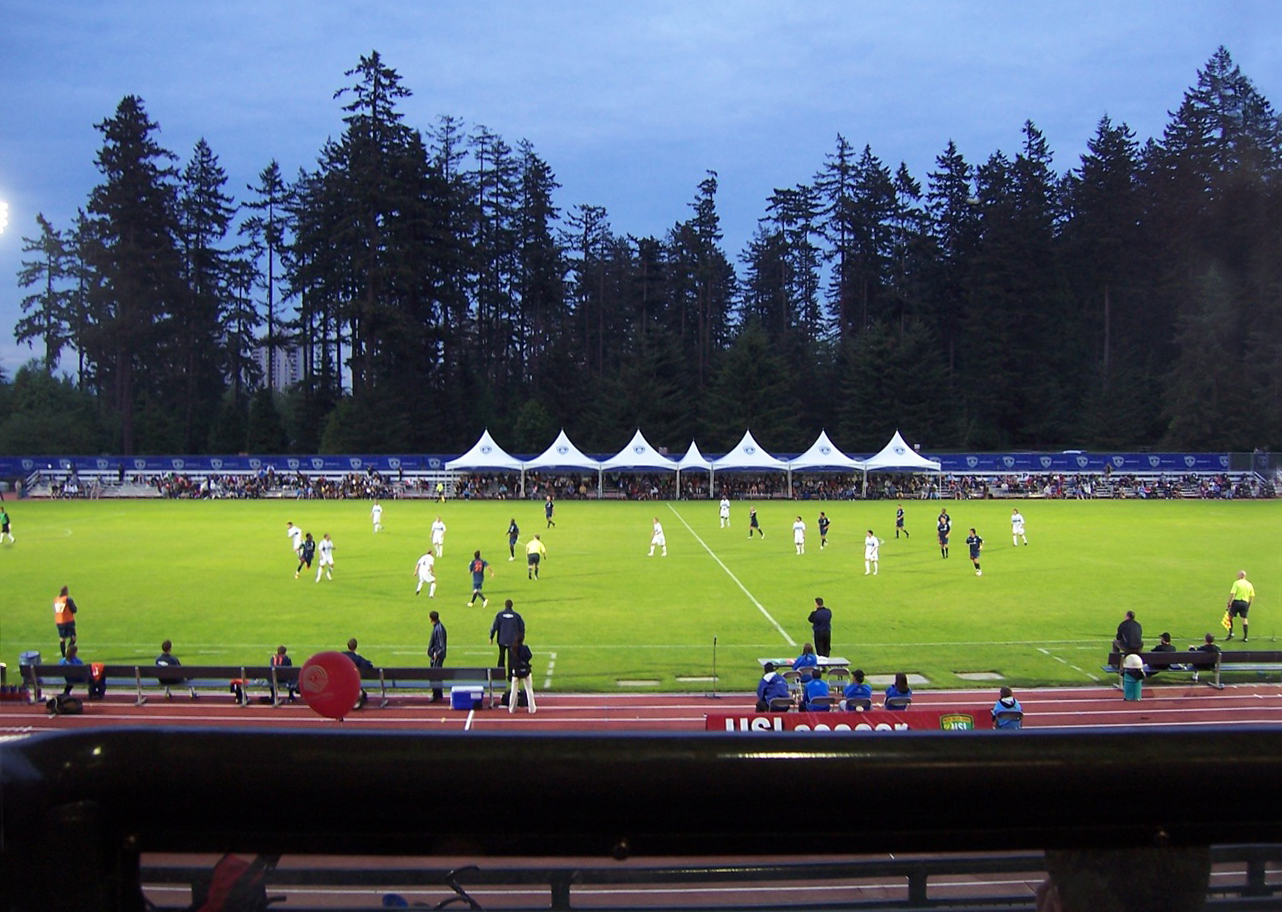
Lo Swangard Stadium è stata la location della sequenza di apertura di Un salvataggio scottante. La troupe di produzione ha portato le torri idriche per la sequenza, la quale richiedeva che la partita venisse giocata di notte sotto la pioggia.

Quando la troupe di Smallville non stava girando su uno dei set costruiti o in uno studio televisivo, giravano in location nei dintorni di Vancouver. Durante le riprese di L'uomo insetto, a Vancouver si stava tenendo un mercato contadino, che si rivelò utile per la troupe della serie, poiché un evento simile sarebbe stato presente nel corso dell'episodio. Il mercato stava per finire, quindi i cineasti girarono le scene più ampie che potevano in quel momento e filmarono una conversazione ravvicinata tra Whitney e Clark alla fattoria degli Andalini, settimane dopo le riprese iniziali del mercato. Tra le altre location c'erano il Pacific National Exhibition di Vancouver e lo Swangard Stadium di Burnaby. Il Pacific National Exhibit fornì un silo di stoccaggio per una scena di Il futuro, che vedeva Harry Bollston (Eric Christian Olsen) attaccare Martha Kent nel silo del granturco dei Kent. Il regista di Un salvataggio scottante, Greg Beeman, che aveva già lavorato con Gough e Millar su The Strip e Più forte ragazzi, utilizzò lo Swangard Stadium come sostituto dello stadio della Smallville High per la sequenza di football di apertura che si svolgeva di notte.
Quando vi erano ritardi nelle riprese, un altro regista veniva per assistere il regista dell'unità principale nel finire l'episodio. Greg Beeman ha assistito il regista Chris Long per le due "visioni viscerali del futuro" presenti nell'episodio Il futuro. L'esperimento fu un episodio con così tanti cambiamenti che passò dall'essere il secondo episodio della programmazione originale all'ottavo. Alla fine, all'episodio lavorarono tre registi diversi: Greg Beeman, Phil Sgriccia e Michael Watkins, tuttavia solo quest'ultimo è stato accreditato alla regia.

### Effetti
Gran parte della serie Smallville fa affidamento sugli effetti che offre, siano essi effetti digitali, pratici o di cosmesi. Le riprese degli effetti, parte del lavoro di post-produzione, sono state sviluppate e aggiunte a Los Angeles. David Nutter ha assunto Thomas Special Effects per creare dei campi di grano digitali per l'episodio pilota. Dopo aver tentato di coltivare diecimila steli di mais in una serra, che è cresciuta di soli due piedi di altezza, Nutter è stato costretto a fare affidamento principalmente sul mais digitale. Anche il finto mais è stato trasportato dall'Arizona.

## Accoglienza
Il pilota della serie ha battuto il record di debutto con il maggior numero di spettatori su The WB con 8,35 milioni di spettatori: 3,8/9 nella fascia demografica 18-49, 4,5/12 nella fascia demografica 18-34, battendo il record di Una mamma per amica, vista da 5.99 milioni di spettatori, 2,4/6 nella fascia demografica 18-49, 2,8/8 nella fascia demografica 18-34, rispettivamente del 39,4%, 58,3% e 60,7%. Nella fascia demografica maschile 18-34, il suo punteggio di 5,0 ha quasi triplicato il punteggio di Una mamma per amica (1,7). Dopo aver trasmesso i primi due episodi, con una media di 7,8 milioni di spettatori, The WB ha ordinato una stagione completa di 21 episodi. La prima stagione ha registrato una media di 5,9 milioni di spettatori settimanali, piazzandosi al 115º posto nel Nielsen rating insieme a Futurama, The Ellen Show e Star Trek: Enterprise. L'episodio pilota e Aria di tempesta sono stati inseriti rispettivamente al 31º e al 15º posto tra i 50 migliori episodi del 2001 e del 2002 dal sito The Futon Critic.
La serie superava spesso Una mamma per amica (che aveva visto un aumento del 60% nella sua nuova programmazione) nei rating. Verso la fine della stagione, la serie è arrivata al primo posto tra gli spettatori sotto i 35 anni nella classifica, superando Frasier, Scrubs - Medici ai primi ferri e 24.
La stagione ha ricevuto recensioni perlopiù favorevoli. Jeremy Conrad di IGN, inizialmente riluttante all'idea di "reimmaginare" la mitologia di Superman, ha assegnato un punteggio di 7/10 alla prima stagione. Dopo aver recensito l'intera stagione, Conrad ha affermato come la prima stagione di Smallville fosse «un solido inizio di quella che sarà una grande serie TV su Superman».

## Riconoscimenti
Al 2003, la prima stagione ha ricevuto diverse candidature e ha vinto vari premi. Nel 2002, vinse un premio Emmy per il miglior montaggio sonoro per una serie, mentre l'episodio pilota è stato candidato nella categoria per i migliori effetti visivi per una serie. L'episodio pilota è stato premiato da altre organizzazioni, vincendo un Leo Award per i migliori effetti visivi nel 2002.

## Distribuzione home media
La prima stagione completa di Smallville è stata distribuita il 23 settembre 2003 in America del Nord. Ulteriori distribuzioni nelle regioni 2 e 4 sono avvenute rispettivamente il 13 ottobre e il 3 dicembre dello stesso anno. Il cofanetto del DVD includeva vari contenuti speciali, tra cui il commento dell'episodio, un tour interattivo di Smallville e gli storyboard di alcuni episodi selezionati. Il 16 ottobre 2021, in occasione del 20º anniversario, la serie completa è stata pubblicata per la prima volta su Blu-ray. La prima stagione è l'unica ad essere prodotta in definizione standard. La versione Blu-ray contiene la definizione standard originale upscalata.